# Can Fabes
Can Fabes (le restaurant s'est également appelé El Racó de Can Fabes) était un restaurant situé à Sant Celoni, en Catalogne (Espagne), et dont le chef était Santi Santamaria. Le restaurant a eu trois étoiles dans le Guide Michelin de 1994 à la mort de Santi Santamaria en 2011, puis deux étoiles de 2011 à sa fermeture en 2013, avec pour chef Xavier Pellicer. Santi Santamaria avait obtenu sa première étoile Michelin en 1988, et la seconde en 1990. 